# Turinška kotlina
Turinška kotlina (nemško Thüringer Becken) je geološka depresija v osrednjem in severozahodnem delu Turingije v Nemčiji, ki jo prečka več rek, od katerih je najdaljša Unstrut. Razteza se približno 60 kilometrov od severa proti jugu in približno 120 kilometrov od vzhoda proti zahodu. Njena nadmorska višina se giblje od okoli 150 do 250 m.
Kotlino obdaja širok zunanji pas apnenčastih (Muschelkalk) hribov (vključno s Hainich, Dün, Hainleite, Hohe Schrecke, Schmücke, Finne) in na jugozahodu Turinški gozd ter na jugovzhodu ostro razdeljene terase (Ilm -planoti Saale in Ohrdruf Muschelkalk ter planota peščenjaka Saale-Elster Bunter). Turinška kotlina spada v obdobje triasa, v katerem so bile položene vodoravne plasti peščenjaka Bunter, Muschelkalk in Keuper. Pod njimi ležijo plasti soli in sadre magnezijevega apnenca (Zechstein). V kenozoiku so bili okoliški grebeni dvignjeni, medtem ko se je Turinška kotlina pogreznila in oblikovala depresijo v obliki krožnika.
Višina Turinška kotline se spušča od juga in zahoda proti vzhodu. Medtem ko imajo nekateri obrobni grebeni značaj nizkih hribov, v njej ni res omembe vrednih vzpetin, razen Ettersberg in Fahnerscher Höhe.
V Turinška kotlini prevladuje kmetijstvo. Skupaj z Magdeburško Börde in Saškim nižavjem je eno najbogatejših obdelovalnih zemljišč v Nemčiji. Naseljena je bila v 8. in 9. stoletju, zaradi česar je večina vasi in mest v porečju stara več kot 1000 let. Zaradi rodovitnega podeželja so v kotlini in na njenem obodu že zelo zgodaj nastala velika mesta (Erfurt in svobodno cesarsko mesto Mühlhausen).
Ostala mesta v Turinški kotlini so (leto ustanovitve in leto pridobitve statusa mesta v oklepaju):
- Schlotheim (974/1277)
- Ebeleben (1198/1928)
- Großenehrich
- Greußen/Clingen (?/1353 in 860/1282) na sever,
- Kindelbrück (775/1291)
- Weißensee (?/1265)
- Sömmerda (876/1350)
- Kölleda (786/1392)
- Rastenberg (1294/1412)
- Buttstädt (?/1331)
- Buttelstedt (780/1454)
- Neumark (1179/1326) na vzhod,
- Gebesee (786/1638)
- Bad Tennstedt (772/1340)
- Bad Langensalza (932/1212) v centru
- Gotha (775/?) na jug

Velike dele porečja v nekdanji turinški deželni grofiji je od leta 1264 imela v lasti rodbina Wettin, ki je po leipziški pogodbi leta 1485 oblikovala turinški krog Saške volilne kneževine. Manjša območja so pripadala vojvodinam Wettin Ernestine in grofiji Schwarzburg; mesto Erfurt je bilo posest nadškofov iz Mainza. Po Dunajskem kongresu leta 1815 sta deželi Albertine in Mainz pripadli Kraljevini Prusiji, medtem ko so manjša območja na severnem in južnem robu tvorila Turingijo.